# Chadenet
Chadenet is een gemeente in het Franse departement Lozère (regio Occitanie) en telt 116 inwoners (2009). De plaats maakt deel uit van het arrondissement Mende.

## Geografie
De oppervlakte van Chadenet bedraagt 12,5 km², de bevolkingsdichtheid is dus 9,3 inwoners per km².

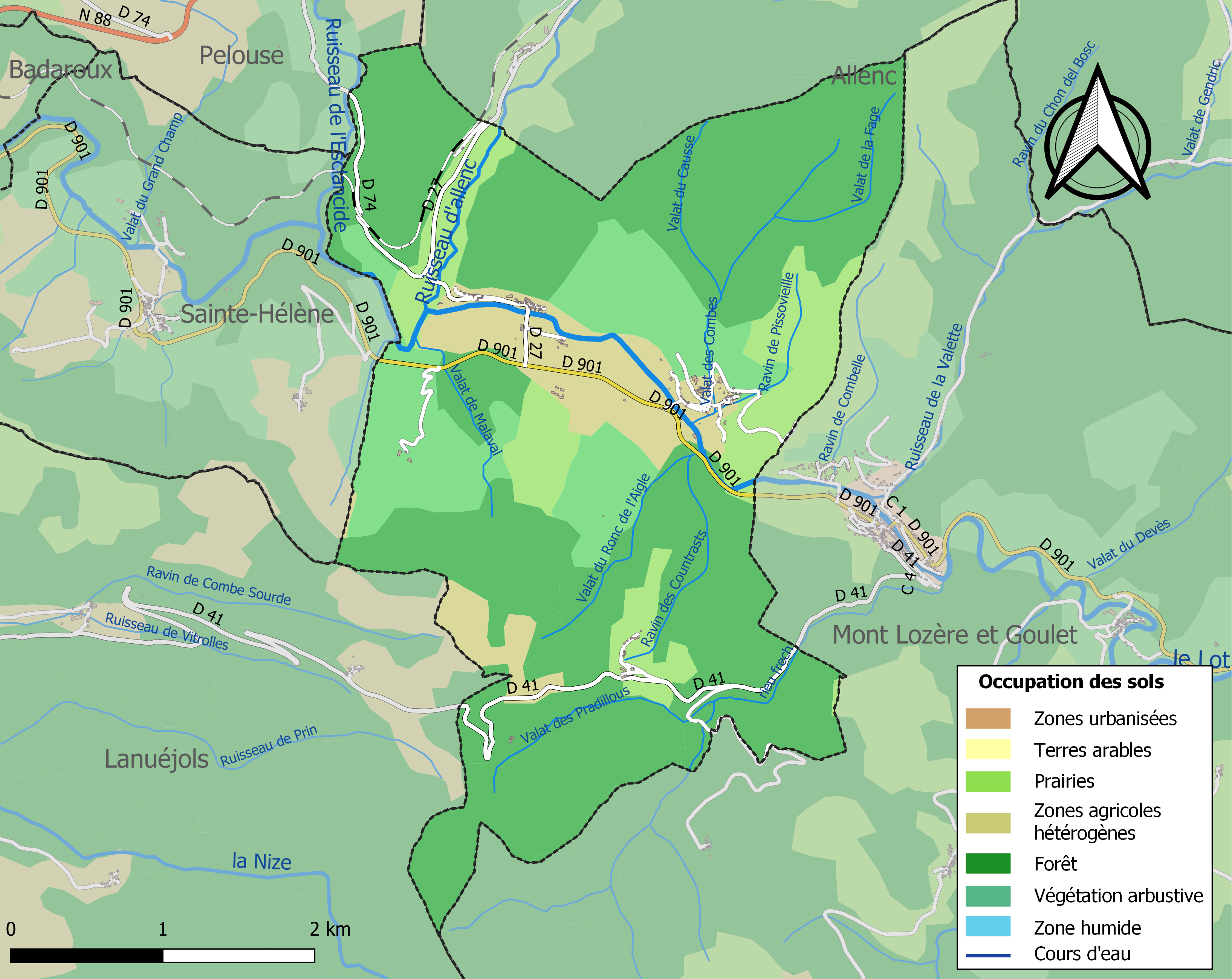
Kaart van de gemeente met de belangrijkste infrastructuur, bodemgebruik en omliggende gemeenten

## Verkeer en vervoer
- Station Bagnols - Chadenet

## Demografie
Onderstaande figuur toont het verloop van het inwonertal (bron: INSEE-tellingen).